# Norddorf
Norddorf (frisó septentrional Noorsaarep, Nordtorp (danès), Noorddörp (baix alemany)) és un dels municipis de l'illa d'Amrum (Illes Frisones) que forma part del districte de Nordfriesland, dins l'Amt Föhr-Amrum, a l'estat alemany de Slesvig-Holstein. Segons el cens de 2022 te una població de 571 habitants.

## Galeria d'imatges

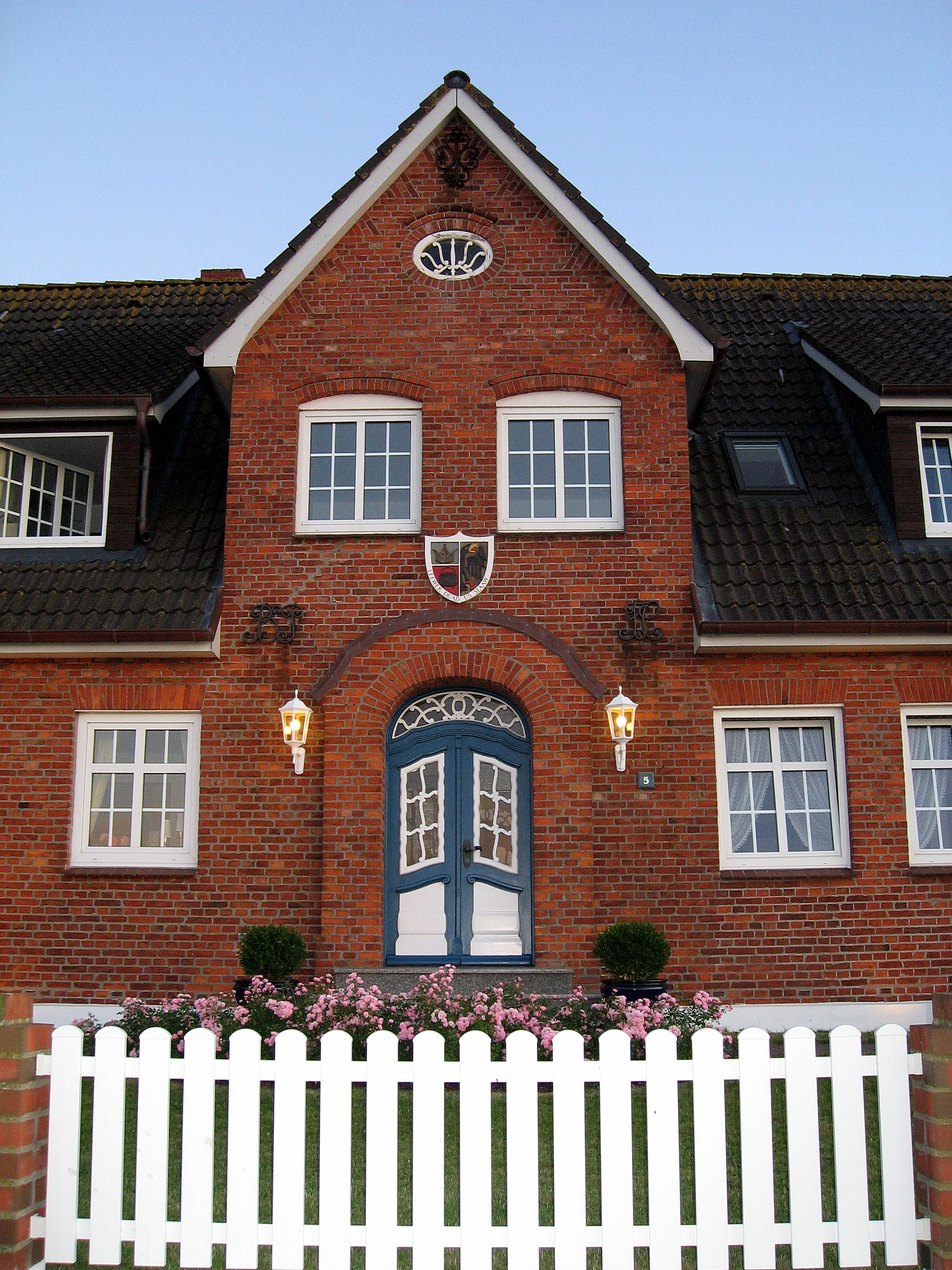
Norddorf
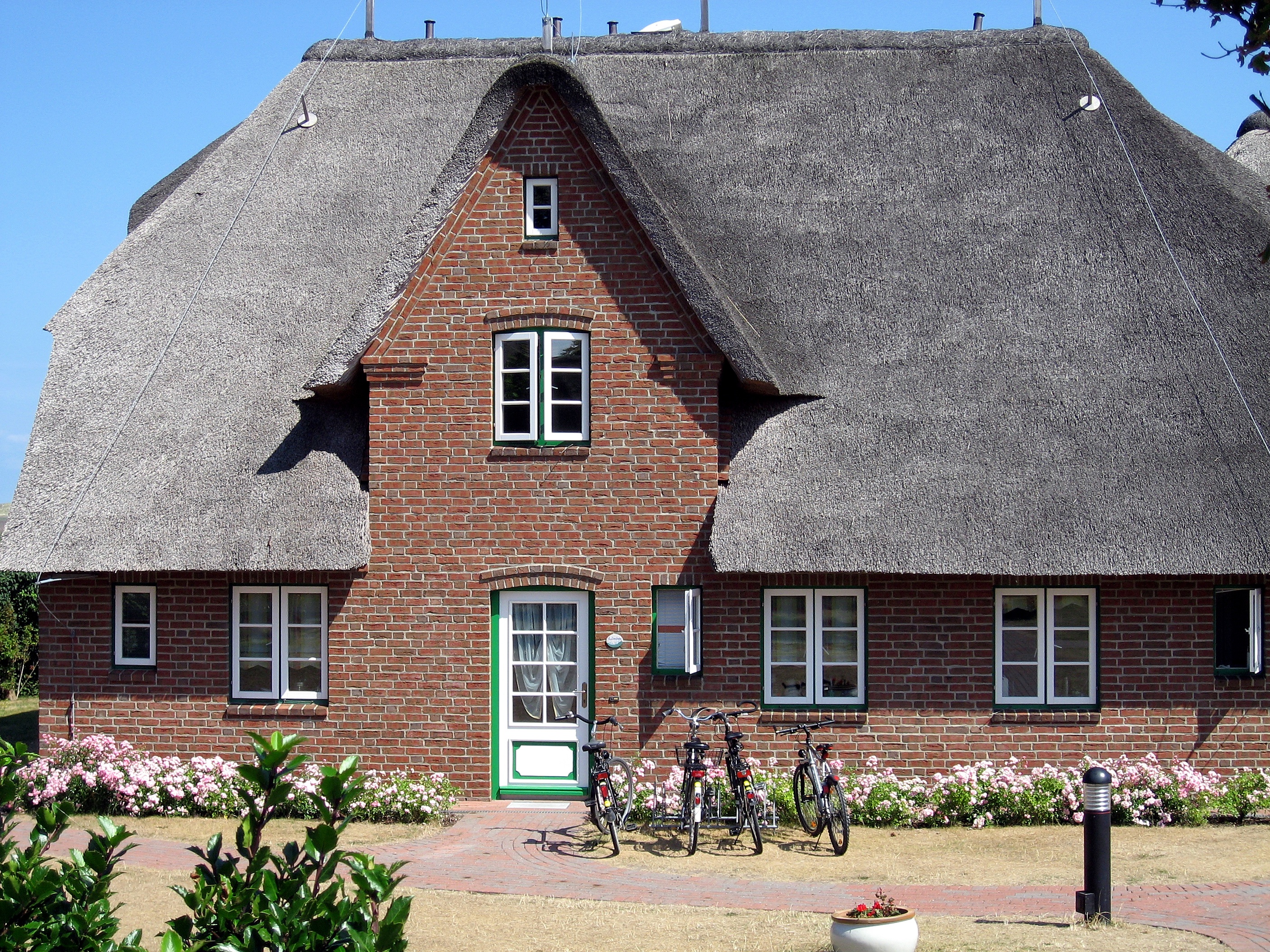
Norddorf
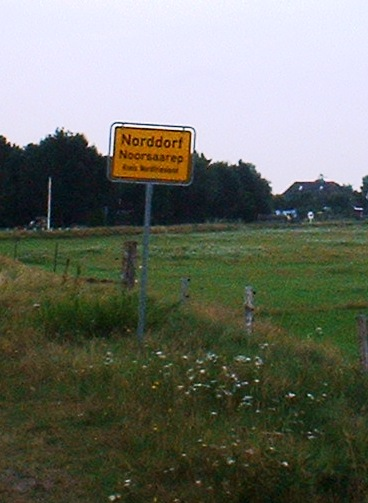
Senyal bilingüe Norddorf-Noorsaarep a l'entrada del poble
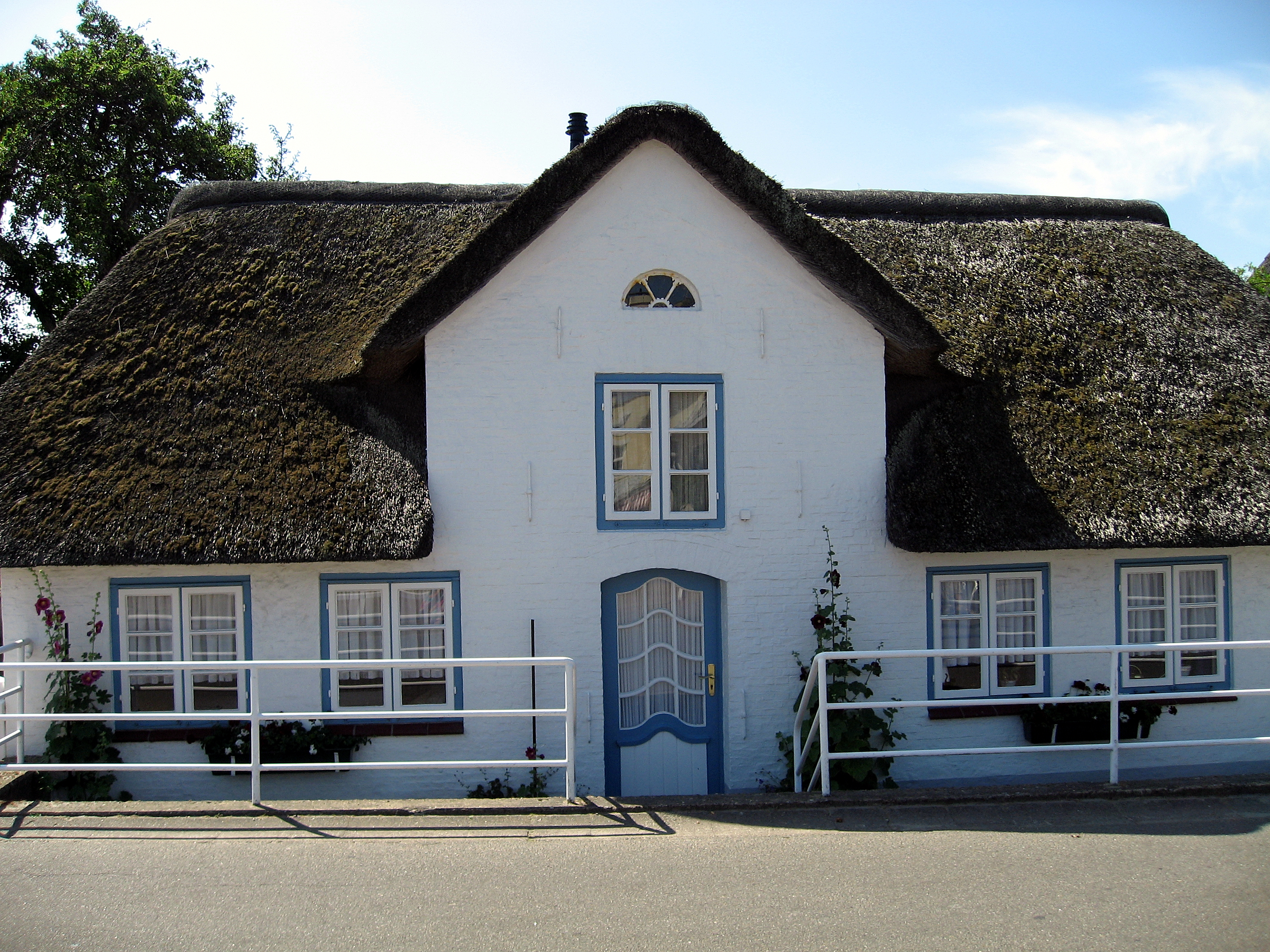
Norddorf